# Двадесет и четвърта танкова бригада
Двадесет и четвърта танкова бригада е бивше военно формирование на сухопътните войски на българската армия.

## История
Създадена е с разпореждане №00120 от 14 февруари 1961 г. на началника на щаба на трета армия под номер 65180 на базата на разформирования двадесет и първи отделен мотострелкови полк. Първи командир на бригадата е подполковник Христо Кузманов, а началник-щаб майор Марин Маринов.

### Състав към 1 април 1961
- 98-и танков полк (Айтос)
- 21-ви мотострелкови полк (Айтос)
- 24-та реактивна артилерийска батарея (Айтос)
- 24-та автостранпортна рота (Айтос)
- 24-та свързочна рота (Айтос)
- 55-и танков полк (Лозово)
- 24-ти гаубичен дивизион
- 24-ти зенитен дивизион (Карнобат)
- 24 гаубичен артилерийски дивизион (Българово)
- 24-та сапьорна рота (Българово)
- реактивна батарея

През март 1961 г. от Шумен е докаран 86 танко–самоходен батальон, който става основа за създаването на 98-и танков полк, дислоциран в Айтос. Командир на полка е Гочо Гочев. След това е сформиран 55-и танков полк на основата на рота танкове Т-34 от София, 3 танкови роти от 14 кабр, а командир на полка е майор Гано Иванов.
В Айтос на основата на 21 ОМСП е сформиран 21-ви стрелкови полк с първи командир полковник Желязко Иванов. На основата на 14 гадн от Елхово е създаден 24-ти гаубичен дивизион с първи командир майор Димитър Шилев. Впоследствие е създаден зенитен дивизион, свързочна и сапьорни роти и реактивна батарея. Бойното знаме на бригадата е връчено на 24 октомври 1962 г. с указ 460 е връчено бойното знаме на бригадата.
През април 1963 г. състава на бригадата е реорганизиран и придобива следния вид:
- 55-и танков полк (Лозово) (2тб -2, мсб и 57 мм зен.батр и една – 7тр към щаба)
- 98-и танков полк (Айтос) (тб -2, мсб и 57 мм зен.батр и една – 7тр към щаба)
- 122 гаубичен артилерийски дивизион (с 3 батр x 6 гауб.)
- 24-та зенитна батарея
- 24 гаубичен артилерийски дивизион (Карнобат)

През 1968 г. полкова организация преминава в батальонна и новия състав на бригадата се състои от 4-ри танкови батальона, всеки от които има собствен военнопощенски номер. Петдесет и пети танков полк се разделя на 1-ви и 2-ри танков батальон, а 98-и танков полк се разделя на 3-ти и 4-ти танков батальон. През 1975 г. 1-ви и 2-ри танкови батальона са предислоцирани от Лозово в Айтос в т.нар. район 2, а втори танков батальон е разформирован. Четвърти танков батальон се преименува на 2-ри и така остават 3 батальона в Айтос. През 1983 г. след нова реорганизация в район 1 в Айтос втори танков батальон (под.26280) става първи танков батальон (под.26250), а в район 2 първи танков батальон (под.26250) става втори танков батальон (под.26280).
През 70-те и 80-те години служещи от бригадата помагат за прибиране на реколтата, както и при строежа на заводите в Девня. От 1998 г. първи танков батальон се преобразува в 19-и учебен център за новобранци. От 1 септември 1998 г. първи район се преобразува в 51-ви учебен център за новобранци.  В района извън града се създава отделен танков батальон към 3АК, който през 2001 г. се преобразува в 24-ти полк за териториална отбрана. През 2003 г. полка е закрит, а на негово място остава  Складов район за съхранение на техника към 13-а бронетанкова бригада. Бригадата е окончателно закрита на 30 май 2008 г.

## Командири
Званията са към датата на заемана на длъжността:
- подп. Христо Кузманов Христов – 5 април 1961 – 2 октомври 1966 г.
- полк. Марин Маринов – 22 юни 1966 г. – 28 август 1970 г.
- полк. Гочо Гочев – 26 септември 1970 г. – 10 октомври 1974 г.
- полк. Динчо Радиев Камбуров – 1974 г. – 1980 г.
- полк. Нено Иванов Ненов– 1 октомври 1980 – 1 октомври 1982
- полк. Иван Ганев Иванов – 1 октомври 1982 г. – 1985 г.
- полк. Васил Желязков Вълков – 1985 г. – 1986 г.
- полк. Димитър Д. Тачуков – 1986 г. – 1988 г.
- полк. Петър Александров Калпакчиев – 1988 г. – 1995 г.
- полк. Борис Тодоров Георгиев – 1995 г. – 1998 г.

### Командири на учебните центрове за новобранци
- подп. Александър Петков – 1 септември 1998 – 1 септември 2002 г. (51-ви учебен център)
- подп. Христо Стаматов – 1 септември 2002 – май 2003 (51-ви учебен център)

### Командир на отделен танков батальон и 24-ти ПРТК (полк за териториална отбрана)
През 1998 г. във втори район остава отделен танков батальон, а от 2001 г. на базата на батальона се създава 24-ти полк за териториална отбрана:
- подп. Георги Коев – август 1998 г. – август 2001 г.
- подп. Георги Коев – 1 септември 2001 – май 2003 г.

### Командир на Складов район за съхранение на техника
- майор Стойчо Стойчев – май 2003 г. – декември 2007 г.
- капитан Симеон Симеонов – декември 2007 г. – 30 май 2008 г.

### Началници на артилерията
- полковник Борис Бобев 30 септември 1978 – 17 септември 1979